# Barry C. Barish
Barry Clark Barish (Omaha, 27 de janeiro de 1936) é um físico experimental norte-americano. É professor emérito de física no Instituto de Tecnologia da Califórnia (Caltech) e especialista em ondas gravitacionais. É um dos principais pesquisadores do projeto LIGO para construção de um detetor de ondas gravitacionais.
Foi premiado com o Nobel de Física de 2017 conjuntamente com Rainer Weiss e Kip Thorne "por contribuições decisivas para o detector LIGO e a observação de ondas gravitacionais"detector LIGO i l'observació de les ones gravitacionals".

## Obras
- com Rainer Weiss: Ligo and the detection of gravivational waves, Physics Today, Outubro de 1999